# Paravani
Paravani (gruzínsky ფარავანი) je jezero v Gruzii, kraj Samcche-Džavachetie, okres Ninocminda. Má rozlohu 37,5 km², průměrnou hloubku 2,4 m a maximální hloubku 3,3 m. Leží v nadmořské výšce 2074 m mezi Džavachetským a Samsarským hřbetem.

## Vodní režim
Zdrojem vody jsou přítoky Šaori, Sabadosckali a Rodionovskisckali a především podzemní prameny na dně jezera. Vyšší úrovně hladiny dosahuje jezero v květnu, když rozsah kolísání činí 0,7 m. Zamrzá v listopadu nebo v prosinci a rozmrzá v dubnu. Odtéká z něj řeka Paravani, pravý přítok Kury.